# Twilight sága: Rozbřesk – 1. část
Twilight Saga: Rozbřesk – část 1, je americký romantický fantasy film z roku 2011 od režiséra Billa Condona, inspirovaný románem Rozbřesk od Stephenie Meyerové z roku 2008. Tento film, který představuje první z dvoudílné adaptace románu, je čtvrtou a předposlední částí filmové série Stmívání. V roce 2012 pak následovala druhá část filmu s názvem Twilight sága: Rozbřesk – 2. část. Herci Kristen Stewartová, Robert Pattinson a Taylor Lautner, zvárnili ve všech dílech hlavní herecké obsazení.
Wyck Godfrey a Karen Rosenfeltová sloužili jako producenti filmu spolu s autorkou seriálu Stephenie Meyerovou. Scénář tohoto dílu napsala Melissa Rosenbergová, která je zároveň scenáristka i prvních tří dílů. Do kin byl film vypuštěn 18. listopadu 2011  a na DVD byl ve Spojených státech vydán 11. února 2012. Ačkoli byl film negativně zhodnocen kritiky, byl komerčně úspěšný a celosvětově získal tržby přes 712 milionů dolarů.
K filmu nazpívala zpěvačka Christina Perri píseň „A Thousand Years“.

## Děj
Bella Swanová se připravuje s pomocí Alice, Rosalie a René na svou svatbu. Během recepce se vrací Jacob Black, který rychle opustil město poté, co obdržel pozvání na svatbu Belly a Edwarda Cullena. Zatímco tančí Bella s Jacobem v lese daleko od všech ostatních, Bella přiznává, že ona a Edward plánují naplnit své manželství na svých líbánkách, zatímco bude ještě člověk. Jacob zuří, protože ví, že takový akt ji může zabít. Sam a další členové Jakobovy smečky ho zadrží před tím, než se stihne proměnit ve vlka.
Po svatbě tráví Bella s Edwardem líbánky na ostrově Esme a poprvé se milují. Následující ráno si Edward uvědomí, že Bella má četné pohmožděniny a je naštvaný, že jí ublížil, přestože Bella trvá na tom, že si to užila. Edward slibuje, že se s ní nebude milovat, dokud se Bella nestane upírem. Dva týdny po svatbě zvrací Bella po probuzení a všimne si, že její menstruace má zpoždění. Alice a Carlisle zavolají Belle a ptají se, jestli je v pořádku. Bella tvrdí, že si není zcela jistá a že má podezření na to, že je těhotná. Edward je rozrušený jelikož si uvědomuje, že Bella nejspíš nepřežije těhotenství. Navrhuje, aby jí Carlisle udělal potrat. Bella však odmítá, protože si chce nechat své dítě, a přesvědčí i Edwardovu sestru Rosalie, aby byla její tělesná stráž. Letí domů do Forks ve Washingtonu. Ačkoli Bella byla těhotná pouze dva týdny, dítě rychle roste.
Jacob vtrhne do domu Cullenů. Bella, nyní s velkým břichem, je bledá a podvyživená. Jacob rozrušený Belliným selhávajícím zdravím říká, že Carlisle by měl těhotenství ukončit co nejdříve, aby Bella mohla přežít. Bella ignoruje Carlislovu lékařskou radu a Alicinu vizi a pokračuje v těhotenství. Jak její těhotenství postupuje, kvalita jejího zdraví rychle klesá, ale jakmile začne pít lidskou krev, aby uspokojila upíří žízeň dítěte, začne se zlepšovat. Těhotenství postupuje alarmujícím tempem. Jako poloviční upír je plod mnohem rychlejší než lidský, a proto je s ním také Edward schopen se propojit čtením jeho myšlenek.
Bella probírá návrhy na jméno pro dítě s Edwardem a Jacobem, když se náhle prudce ohne, zlomí si páteř a zhroutí se. Dítě se začíná dusit a oni provádějí císařský řez. Rosalie zahajuje zákrok, protože Carlisle se odešel nakrmit, ale Rosalie sama začne toužit po Belliině krvi. Jacob ji zastaví a Edward zvedne skalpel a dokončí zákrok. Bella v agónii ztratí vědomí. Po zákroku se Bella probudí, vidouc svou novorozenou dceru a pojmenuje ji Renesmee. Jacob a Edward dělají vše pro to, aby ji oživili, vše je však bez úspěchu. Aby zachránil její život, Edward vstříkne Belle do srdce svůj jed, aby ji proměnil v upíra. Zdá se, že jejich pokusy selhaly. Jacob pak vyběhne ven a truchlí. Seth a Leah, kteří vidí Jacoba v jeho žalu, řeknou zbytku smečky, že Bella nepřežila. Jacob se rozrušeně vrací dovnitř a pokouší se zabít Renesmee, ale když se vzájemně podívají sobě do očí, vidí všechny její budoucí verze. Rozhodne se ji nezabít, místo toho se do ní vtiskne.
Když se vlkodlaci dozvěděli o Bellině porodu, zaútočí na Cullenův dům ve snaze zabít dítě, protože se obávají, že by to bylo příliš velké nebezpečí. Edward, Alice a Jasper hájí svůj domov s pomocí Leah a Setha a později jim pomáhají i Carlisle, Esme a Emmett. Jacob pak běží ven, aby zastavil boj a transformuje se do jeho vlčí podoby. Jacob a Sam spolu krátce komunikují telepaticky. Edward čte Jacobovu mysl a oznamuje, že Jacob se vtiskl do Renesmee, a protože absolutní zákon vlků je, že nesmí ublížit tomu, do koho se jiný vlk vtiskl, odcházejí pryč.
Bella je umytá a oblečená. Edwardův jed začíná působit v jejím těle. jeho kousnutí jí napravuje zlomená záda a opravuje její hrudník, její postava se vrací k normálu. Na konci filmu otevře Bella své oči, které jsou krvavě rudé.
V potitulkové scéně obdrží Aro a jeho bratři Marcus a Caius dopis od Carlisle, v němž je oznámeno, že Cullenovi mají nového člena rodiny. Aro informuje své bratry, že jeho spory s Cullenovými ještě neskončily, protože mají něco, co on chce.

## Obsazení
- Kristen Stewartová jako Bella Swanová, Edwardova manželka a Jacobova nejlepší kamarádka. Provdá se za Edwarda, otěhotní a narodí se jí dítě, které je napůl upír.
- Robert Pattinson jako Edward Cullen, manžel Belly a Jacobův rival. Je přesvědčený, že těhotenství Bellu zabije a nutí jí k potratu.
- Taylor Lautner jako Jacob Black, nejlepší přítel Belly a Edwardův rival. Bella mu svým rozhodnutím vzít si Edwarda zlomila srdce. Vtiskne se ale do dcery Edwarda a Belly – Renesmee. Zároveň je pravnukem Šéfa a alfa samcem vlčí smečky.
- Peter Facinelli jako Carlisle Cullen, manžel Esme a patriarcha rodiny Cullenových. Je doktor a pomáhá Belle během jejího nepřirozeně zrychleného těhotenství a poskytuje pro ni lidskou krev, kterou Bella pije, aby si uchovala sílu.
- Elizabeth Reaserová jako Esme Cullenová, manželka Carlisle a matriarcha rodiny Cullenových.
- Ashley Greene jako Alice Cullenová, členka rodiny Cullenových. Dokáže vidět subjektivní vize budoucnosti a všech blízkých Belly. Je manželkou Jaspera.
- Kellan Lutz jako Emmett Cullen, nejsilnější člen rodiny Cullenových. Je manžel Rosalie.
- Nikki Reed jako Rosalie Haleová, členka rodiny Cullenových. Pomáhá Belle během těhotenství.
- Jackson Rathbone jako Jasper Hale, člen rodiny Cullenových, který dokáže cítit, kontrolovat a manipulovat emocemi. Je manžel Alice.
- Billy Burke jako Charlie Swan, šéf policie v městečku Forks a otec Belly.
- Sarah Clarke jako Renée Dwyerová, matka Belly, která si vzala Phila Dwyera.
- Julia Jonesová jako Leah Clearwaterová, Sethova starší sestra a jediná vlokodlačice na světě.
- Booboo Stewart jako Seth Clearwater, mladší bratr Leah a Edwardův i Jacobův přítel.
- MyAnna Buring jako Tanya, vůdce klanu Denali.
- Maggie Grace jako Irina, členka klanu Denali, jejíž milenec Laurent, byl zabit vlkodlaky.
- Casey LaBow jako Kate, členka klanu Denali, která má schopnostovládat elektrický proud svým tělem.
- Michael Sheen jako Aro, bratr Caiuse a Marcuse, který má schopnost číct myšlenky dotekems danou osobou. Jeden ze tří zakladatelů klanu Volturiových.
- Jamie Campbell Bower jako Caius, bratr Ara a Marcuse. Jeden ze tří zakladatelů klanu Volturiových.
- Christopher Heyerdahl jako Marcus, bratr Ara a Caiuse, který má moc cítit sílu a povahu vztahů. Jeden ze tří zakladatelů klanu Volturiových.
- Chaske Spencer jako Sam Uley, Alfa smečky vlkodlaků.
- Mackenzie Foy jako Renesmee Cullenová, dcera Belly a Edwarda. Je napůl smrtelník, napůl upír a Jacob se do ní vtiskne.
- Christian Camargo jako Eleazar, člen klanu Denali, který má schopnost identifikovat jednotlivé schopnosti ostatních upírů.
- Mía Maestro jako Carmen, členka klanu Denali a družka Eleazar.
- Olga Fonda jako Valentina, sekretářka Volturiových, která oznámí svatbu Edwarda a Belly. Její scény, které zahrnují i scénu, kde má sex s Arem, aby získala informace, byly vystřiženy z filmu, ale byly znovu přidány do prodloužené verze.
- Stephenie Meyerová si střihne krátkou roli jako účastník svatby Edwarda a Belly.

## Produkce

### Vývoj
Diskuse o filmu Rozbřesk – 1. část začaly poté, co společnost Summit Entertainment schválila druhou a třetí adaptaci franšízy, a naplánovala, aby byly oba filmy vydány v rozmězí šesti měsíců. Producent předchozích dílů Wyck Godfrey uvedl v polovině roku 2009, že mají v úmyslu natočit filmovou verzi Rozbřesku,  ale autorka předlohy Stephenie Meyerová vysvětlila na svých webových stránkách, že pokud by měla být vytvořena adaptace, musela by být rozdělena do dvou filmů, protože kniha je opravdu dlouhá. Stephenie také tvrdila, že pokud by knihu mohla zkrátit, udělala by to. Také byla toho názoru, že je nemožné natočit film kvůli Renesmee. Údajně ji žádná herečka nemůže ztvárnit, protože Reneesné je dítě, které si je plně vědomo samo sebe. Stephenie řekla: „Jediná věc, kterou jsem nikdy neviděla, je lidská bytost vytvořená přes CGI, která skutečně vypadá reálně.“ Přiznala však, že film je možný zrealizovat díky rychle se rozvíjejícím technologiím. Navíc kvůli zralé a explicitní povaze knihy Rozbřesk se fanoušci a kritici ptali, zda by studio mohlo udržet hodnocení PG-13 a poznamenalo, že film by neměl být hodnocen jako R pro stále rostoucí základnu fanoušků. V březnu 2010 časopis Variety uvedl, že společnost Summit Entertainment uvažuje o rozdělení 754stránkové knihy na dva filmy, tak jako Warner Bros. rozdělil Harryho Pottera a Relikvie smrti. Vzhledem k tomu, že smlouvay Stewartové, Pattinsona a Lautnera byly uzavřeny pouze na čtyři filmy, byla tato možnost rozdělení nepravděpodobná. Producent Wyck Godfrey potvrdil, že všichni tři hlavní herci podepsali smlouvy na jeden film Rozbřesk.
| Byl jsem velmi nervózní. Bylo tam tak 15 lidí. Od roku 1988 nebo 1987 jsem vlastně nebyl na žádném konkurzu nebo na takovém pracovním pohovoru. Asi jsem na to nebyl dostatečně připravený […]. Chtěli po mě, abych mluvil o jejich projektu, který musel velmi kopírovat obsah knihy […] Mluvil jsem o té knize a v podstatě jsem jen říkal 'OK, je to super, pojďme do toho.' Myslím, že jsou zvyklí na něco jiného. Pro ty, kteří byste chtěli jít na konkurz do filmu, jsou většinou zvyklí na 40minutovou prezentaci s vizuálními pomůckami a řečmi o tom, jak fantastické to bude. Jen jsem nevěděl, jak to takto udělat. |
| |

 V březnu 2010 bylo oznámeno, že společnost Summit hledala režiséry, kteří byli nominováni na oscary, aby se chopili projektu. Mezi oslovenými byli např. Sofia Coppola, Gus Van Sant nebo Bill Condon. 28. dubna 2010 společnost Summit oznámila, že Bill Condon, který režíroval film Dreamgirls, bude režírovat i Rozbřesk. Film by produkoval Wyck Godfrey, Karen Rosenfeltová a autorka předlohy Stephenie Meyerová. „Jsem velmi nadšený, že mám šanci oživit vrchol této ságy na obrazovce. Jak fanoušci série vědí, jedná se o jedinečnou knihu – a doufáme, že vytvoříme stejně jedinečný i filmový zážitek, “řekl Bill Condon. Condon mluvil také o tom, že ho společnost Summit oslovila a řekl: „Jsou to velmi milí lidé v tom Summitu… poslali mi knihu. Líbila se mi. Rychle jsem se zamiloval do tohoto téma. “  Dalším důvodem, který Condon citoval, byla touha spolupracovat se Stewartovou. Gus Van Sant později vysvětlil, že Robert Pattinson ho zmínil jako ideálního režiséra pro Rozbřesk, což ho přimělo k tomu, aby se zajímal o tuto práci, a popsal konkurz jako velmi zdrcující. Poté, co byl Condon najat řekl Sant, že důvodem toho, proč on sám najat nebyl je ten, že jeho styl a způsob pohovoru je odlišný od toho, na co byli výkonní producenti zvyklí.
V červnu společnost Summit oficiálně potvrdila, že dvoudílná adaptace čtvrté knihy se začne natáčet v listopadu. První část byla vydána 18. listopadu 2011 a datum vydání druhé části bylo stanoveno na 16. listopadu 2012.
Twilight Saga také pomohla motivovat Rosenberga k založení produkční společnosti zaměřené na ženy, Tall Girls Productions: „Princip, pokud tedy existuje, by bylo vytvoření některých silných rolí pro ženy… ženská verze Batmana, ženská verze Tonyho Soprana.“ Vysvětlil, že i přes mnoho hodin těžké práce, která ho čeká, to chce dělat.
Po potvrzení jednoho filmu společnost Summit sledovala plán 5. filmu. V květnu 2010 byli Billy Burke a Peter Facinelli jedinými herci, kteří byli potvrzeni pro obě části Rozbřesku, zatímco další členové hereckého obsazení jako Ashley Greene a Kellan Lutz stále jednali o obsazení v druhé části. Pokud by herci nedosáhli dohody se společností Summit, studio by umožnilo přeobsadit jejich role, jak se to stalo v The Twilight Saga: Zatmění s postavou Bryce Dallas Howard alias Victorie. V červnu 2010 však společnost Summit oficiálně potvrdila, že se zahájí natáčení dvoudílné adaptace čtvrté knihy a bylo jasné, že všichni hlavní aktéři, včetně tří hlavních obsazených rolí, Cullenova rodina a Charlie Swan, se vrátí do obou částí. Herečky Christie Burke, Rachel St. Gelais, Sierra Pitkin a Eliza Faria hrají Renesmee v jejích různých věkových rozpětí ve filmu.

### Předprodukce
Od vydání prvního filmu fanoušci a kritici spekulovali, zda bude Rozbřesk vůbec předělán do filmu s ohledem na dospělou povahu knihy. V březnu 2010 Rosenberg hovořil o přizpůsobení knihy a řekl: „Je to velká kniha, bude to velká výzva, a zaručuji vám, že ne všichni fanoušci budou šťastní, a zaručuji vám, že někteří z nich budou. Musíte se vzdát ideálu, aby byli všichni šťastní, prostě se to nestane, ale doufáte, že alespoň většině uděláte radost. Opět platí, že v této poslední knize jde o to, že se Bella vydá na její vlastní cestu. Je to velká cesta, je to obrovská změna pro ni, a doufáte, že si to uvědomíte. “  Jednou ze scén, která vzbudila spekulace, že by film byl hodnocen R, je nechvalně známá grafická scéna porodu. V srpnu se Rosenberg vyjádřil k těmto spekulacím a řekl: „Na fanouškovské stránce i na Facebooku, jsou všechny komentáře typu: Musí to být s hodnocením R! Musíte ukázat porod! Krev a vnitřnosti a sex! Pro mě je vlastně zajímavější nevidět to. Víte, porod můžete dělat i bez porodu, to neznamená, že je to méně evokující zážitek.“  Producent Wyck Godfrey se zabýval těmito spekulacemi a řekl: „Bylo by zločinem proti našemu publiku, kdybychom byli hodnoceni R.“ Protože jsou hlavní fanoušci seriálu mladší 18 let trval však na tom, že film je založen na vyzrálé knize, takže je zapotřebí více pokroku a sofistikovanosti. Aby byla ohrožena nezbytná sofistikovanost při přizpůsobování takové vyspělé knihy a potřeba udržovat hodnocení PG-13, Rosenberg prohlásil, že scéna bude zobrazena z pohledu Belly. Godfrey to popsal slovy: „Dívá se přes opar, prožívá bolest a všechno, co se kolem ní děje. Vidíme pouze to, co vidí ona. “
V červnu Rosenberg v rozhovoru prohlásil, že o tom, kde se film rozdělí, nebylo rozhodnuto, protože byl stále ve fázi přípravy scénářů. „Myslím, že to přijde na to, kdy je Bella člověk a kdy je upír,“ řekl a naznačil potenciální bod rozdělení. Myslel si, že by Condon s tvrzením pravděpodobně nesouhlasil a vysvětlil, že rozhodnutí je nakonec na něm. Později v lednu 2011 Godfrey potvrdil, že Rozbřesk – část 1 pokryje svatbu, líbánky, těhotenství a narození a končí těsně před jejím přeměnou na upíra, protože tvůrci chtěli vzít publikum na stejnou emocionální jízdu jako i v knize. Rozbřesk – část 2 bude následovat její transformací, první vzrušující okamžiky jejího upírského života  a závěrečnou konfrontaci s Volturiovými. Godfrey také potvrdil, že Rozbřesk – část 1 bude kopírovat příběh knihy, protože se děj i odtrhne od Belly a změní se na Jacobovu perspektivu. „Existuje pocit, že když se Bella a Cullenové vypořádávají s jejím těhotenstvím, svět se stále točí s Jacobem,“ vysvětluje. V březnu 2011 však Meyerová v rozhovoru s USA Today uvedla, že Rozbřesk – část 1 skončí, když Bella otevře oči jako upír.
V srpnu Rosenberg uvedl, že scénáře pro Rozbřesk část 1 a 2 byly dokončeny na 75 až 85 procent. Největší výzvou při psaní scénářů byla konečná sekvence části 2 : „Konečná bitevní sekvence je velká výzva, protože trvá 25 stránek“, řekl. „Je to téměř celý příběh o třech aktech sám o sobě. Musíte sledovat [zachovat vše v jednom nastavení] stovky znaků. Je to obrovská výzva choreografovat na stránce a Billa Condona na jevišti.“ Napsal různé návrhy scény, ale v té době je s Condonem neprojel ani o nich nediskutovali. Řekl: „To je další velká překážka, nad kterou je třeba se posadit s koordinátorem a vytvořit balet. Je to hodně práce. Jsem vyčerpaný, ale máme v úmyslu z nich udělat ty nejlepší scénáře. “ Godfrey nazval Rozbřesk – část 2 akčním filmem, kvůli situacím, kdy jde o život, a řekl, že v části 1 se vyskytují bolesti novomanželského napětí, které jsou relativní i ve fantasy filmu. Manželství není úplně takové, jaké si mysleli, že bude. Condon myslel na část 1 jako skutečný doplněk k filmu Catherine Hardwickeové. Condon vysvětluje: „Jako by se tady všechno vyřešilo. Myslím, že zjistíte, že na tomto filmu jsou poklony stylistické i jiné. “
Godfrey zvažoval vytvoření druhého filmu ve 3D, aby se rozlišil čas před a po tom, co se Bella stane upírem. Nápad byl původně navrhovaný i pro Zatmění, ale Godfrey nakonec řekl, že rozhodnutí je na Condonovi. Řekl však také, že pokud má být druhý film vypuštěn ve 3D, rád by ho natáčel se správným vybavením v reálném 3D, jako tomu bylo v případě Avataru (2009), a ne převáděno na 3D v postprodukci, jak tomu bylo u Souboje Titánů (2010).

### Natáčení
Aby byl rozpočet obou částí Rozbřesku přiměřený, i když je podstatně větší než předchozí díly v sérii, hodně filmu se natáčelo v Baton Rouge, Louisianě a keltských studiích v Baton Rouge. Střelba v Louisianě poskytla větší daňové úlevy, které malé studio jako Summit Entertainment považovalo za příznivé. Společnost Summit oznámila v tiskové zprávě 9. července 2010, že natáčení se bude konat v Baton Rouge, v Uclueletu a ve Vancouveru, přičemž svatba bude natočena v Squamishu. (Také natáčeno v blízkosti Pemberton, Britská Kolumbie). Obě části budou natočeny najednou jako jeden projekt. Film se bude snažit udržet si své PG-13 hodnocení a nebude uvádět žádnou z příšerných scén z románu. Kristen Stewartová potvrdila, že scéna narození nebyla tak groteskní, jak je popsáno v knize a že nezvracela krev, přestože režisér Bill Condon řekl, že natočili všechno mocně a silně, jak jen mohli. Ačkoli tam bylo mnoho zpráv o hercích viděných ve Whistleru,v Britské Kolumbii, žádné skutečné filmování se ve Whistleru nekonalo, ale točilo se na severu a jihu města v nedalekém Pembertonu (na severu) a Squamish (na jihu). Hlavní herci byly umístěny ve Whistleru ve 4 a 5hvězdičkových hotelech, štáb ve Squamishi & Pembertonu.
Natáčení bylo oficiálně zahájeno 1. listopadu 2010 v Brazílii, a to v lokalitách v Rio de Janeiro a Paraty v Rio de Janeiru. První scény byly natáčeny za jednu noc v okrese Lapa v Rio de Janeiro. Dlouhá blokace města byl pronajata k natáčení a společnost Summit Entertainment platil obyvatelům 50 až 500 reais (30 až 300 amerických dolarů), aby nedovolili paparazzi nebo fanouškům přihlédnout natáčení ze svých oken. Kromě toho byli majitelům barů a restaurací vypláceny 10 000 a 20 000 reaisů (6 000 až 12 000 USD), aby zůstali večer zavřeni, protože potřebovali odstranit hluk a zaopatřit jasnou ulici.
Natáčení se poté přesunulo do Paraty v Rio de Janeiru, kde se natáčely líbánky. Podle turistického úřadu v Paratě se natáčení uskutečnilo v oblasti Taquari, poblíž neidentifikovaného vodopádu a v zátoce Mamangua, kde se nachází sídlo. Pršelo každý den natáčení. Na konci listopadu se natáčení přesunulo do Baton Rouge v Louisianě, kde byla většina vnitřních scén natočena na zvukové scéně a v domě. Stewartová musela nosit hodně make-upu, aby vypadala štíhle a strašidelně, aby Bellu ukázala ve fázi těhotenství, kdy dítě začne lámat její kosti. Natáčecí scéna trvala dvě noci, potom co měli herci dlouhý rozhovor s Meyerovou, porodní asistentkou a lékařem o mechanice scény, zejména aby se rozhodlo o oblasti, kde by měl Edward položit ústa, aby kousl do Belliny placenty (pokud by se tato situace mohla někdy vyskytnout v reálném životě). Na natáčení několika scén novorozence Reneemee bylo použito robotické dítě. Herci a štáb strávili dva měsíce natáčením v zelené místnosti na falešném sněhu. Údajně bylo několik scén natočeno také v Arsenal Parku pomocí zelených obrazovek.
Na konci února a začátkem března došlo v Kanadě k natáčení většiny vnějších záběrů spolu s Bellinými upírskými scénami. Prvním místem natáčení filmu v Kanadě byl Vancouver. Herci a štáb však byli evakuováni ze setu kvůli předpovědím tsunami v důsledku zemětřesení o velikosti 9,0 magnitudy, které zasáhlo Japonsko 11. března 2011. Mluvčí filmu Toni Atterbury uvedla, že posádka byla přesunuta na vyšší terén jako bezpečnostní opatření a natáčení bylo odloženo o několik hodin, ale práce pro ten den byla dokončena. Filmování se poté přesídlilo do Squamishu v Britské Kolumbii, ale několik scén bylo natočeno v divadle Orpheum ve Vancouveru a Vancouverská policie strážila všechny vstupy do divadla.
Svatební scéna v Rozbřesku – části 1 byla poslední scénou, kterou herci a štáb natočili. Natáčelo se také pod přísným dozorem ochranky. Nad stanovištěm se nacházel vrtulník, obklopili ho policejní důstojníci, kteří nebyli ve službě a plachty a deštníky byly použity k ochraně natáčení před pořizováním leteckých snímků. Stewartová hovořila o svatbě na Comic-Conu a popsala ji jako šílenou. Dále říkala, že to bylo ve stylu tajné svatby. Řekla: „Štáb byl neuvěřitelně znevýhodněn. Žádný mobilní telefon ani jiné technologie, Chtěli udržet šaty v tajnosti. “  Co se týče svatebních šatů, byla Stewartová zavřená v místnosti s pláštěm Volturiových, který zakryl celé šaty.
Stewartová dále mluvila o natáčení scény, a řekla: „Chtěla jsem běžet uličkou. Doslova jsem se odtáhla od Billyho Burka. Teď je to sranda sledovat svatební scény. Bylo to tak nestálé a emotivní – byla jsem fakt pako. “  Condon o tom hovořil slovy: „Poslední scéna, kterou jsme natočili, byla taneční scéna mezi Jacobem a Bellou na svatbě. Poslední záběr je, jak odchází Jacob. Říkal jsem „Střih! a Kristen křičela: „Jacobe!“ a vytáhla si šaty nahoru a rozběhla se za ním do lesa a řekla: „Vrať se! Neodcházej! “
Natáčení bylo ukončeno – pro většinu herců – 15. dubna 2011. Nicméně, 22. dubna, se točily další scény, které se budou přidávat do scén na líbánkách, a scény byly natočeny na Saint Thomas,na amerických Panenských ostrovech v Karibiku, který byl oficiálně poslední den natáčení. Štáb, Stewartová a Pattinson celý den natáčeli v moři, pak šli na pláž na koktejly a sledovali východ slunce. Na téma posledního dne a jejího posledního okamžiku jako Bella, Stewartová prohlásila: „Po této scéně, mé skutečné poslední scéně, jsem se cítila, jako bych mohla vystřelit do noční oblohy a každý pól mého těla by vyzařoval světlo. Cítila jsem se lehčí, než jsem kdy v životě cítila. “  Pattinson považoval den za úžasný a okomentoval to: „Pak jsem se ptal sám sebe, proč jsme to za ty čtyři roky neudělali. Každý těžký okamžik v ten moment zmizel. “